# Religion en Éthiopie
En Éthiopie (environ 110 millions d'habitants, en 2020, hors diasporas), plusieurs religions sont pratiquées. Selon les statistiques de l'ONU (2015) : christianisme (dont protestantisme) 43 %, islam 42 %, animisme 10 % (surtout dans la Région des nations, nationalités et peuples du Sud), bahaïsme, judaïsme, agnosticisme, sans religion et divers, environ 5 %.
En 2007, Fox News proposait un recensement répartissant ainsi la population chrétienne : chrétiens 43,5 %, répartis entre orthodoxes miaphysites (33,9 %), protestants (8,6 %) et catholiques (0,7 %). L'orthodoxie serait dominante en milieu urbain (59,1 %) d'après le recensement de 2007.
En ce qui concerne la répartition géographique, l'Éthiopie peut grossièrement être divisée en deux avec d'une part les hauts plateaux (Addis-Abeba, Amhara et Tigré) dont les habitants sont majoritairement orthodoxes et les terres de l'est (Harar, Afar et Somali) où les habitants sont principalement musulmans sunnites. La région Oromia est partagée, avec 53 % de chrétiens et 43 % de musulmans. Dans la Région des peuples gambelas et la Région des nations, nationalités et peuples du Sud, les protestants sont les plus nombreux.

## Christianisme

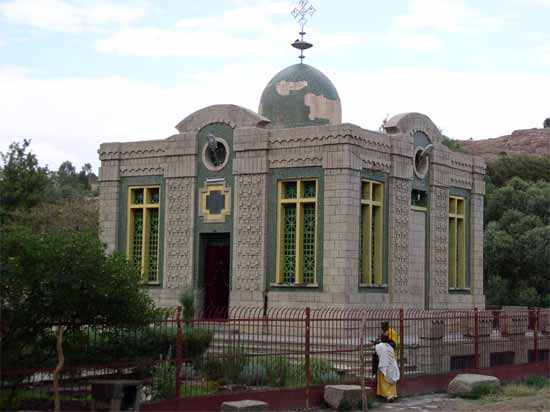
L'Église Sainte-Marie-de-Sion qui abriterait l'Arche d'alliance

L'Éthiopie est le deuxième plus ancien État chrétien dans le monde, après l'Arménie. Saint Frumence de Tyr fut, d'après la tradition, celui qui aurait introduit le christianisme dans le pays en convertissant le roi Ezana d'Aksoum au cours du IVe siècle.
L'Église orthodoxe éthiopienne, qui fait partie des Églises des trois conciles, est la principale confession chrétienne d'Éthiopie et prétend regrouper 50 % de la population éthiopienne. Jusqu'en 1959, elle faisait partie de l'Église copte orthodoxe. Elle est la seule Église orthodoxe précoloniale de l'Afrique subsaharienne.
Selon le recensement national officiel de 2007, 62,8 % de la population éthiopienne serait chrétienne dont 43,5 % pour l'Église orthodoxe éthiopienne, 18,6 pour les Églises protestantes (telles que l'Église éthiopienne orthodoxe Tehadeso[réf. souhaitée], le P'ent'ay et l'Église évangélique éthiopienne Mekane Yesus) et l'Église catholique éthiopienne qui regroupe environ 0,7 % de la population. Selon les données du département d'État américain 50 % du pays serait chrétien, dont 40 à 45 % pour l'Église éthiopienne orthodoxe, et environ 10 % pour les Églises évangéliques et pentecôtistes.
- Église des trois conciles ou Églises orthodoxes orientales
- Chant liturgique éthiopien
- Pentecôtisme en Éthiopie (en)
- P'ent'ay, mouvement pentecôtiste éthiopien
- Meserete Kristos Church (en), église mennonite éthiopienne
- Église évangélique éthiopienne Mekane Yesus, près de 4000 pasteurs et 8,3 millions de fidèles

## Islam

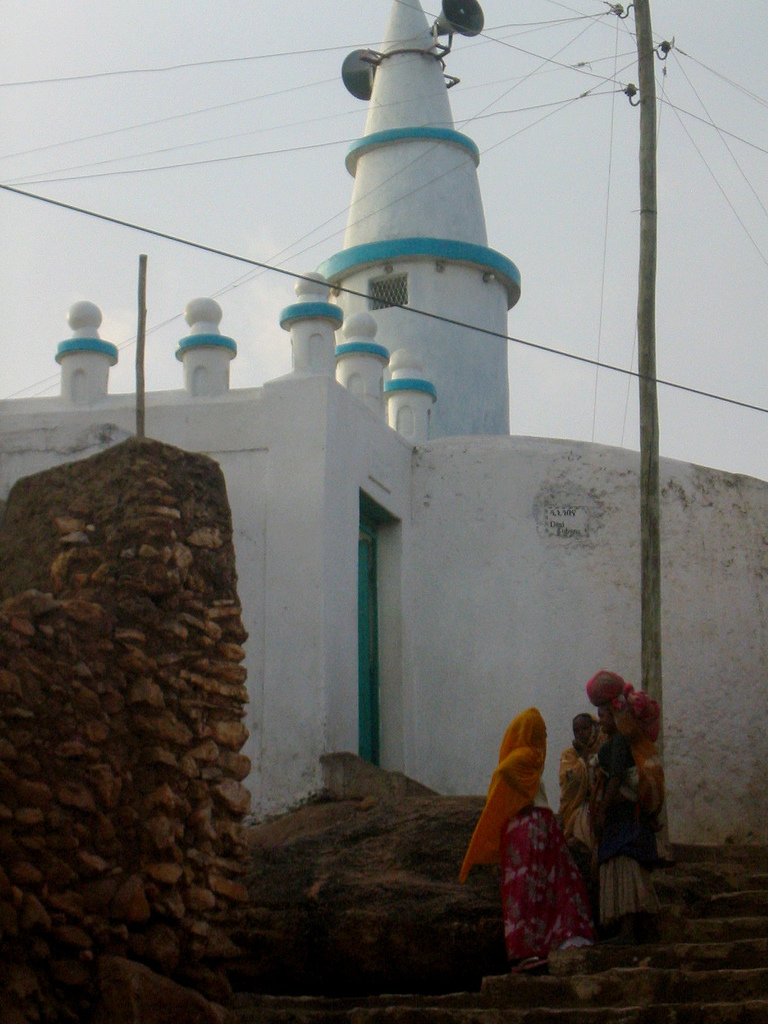
Une mosquée à Harar

Selon les statistiques du département d'État américain, les musulmans constitueraient approximativement 45 % de la population éthiopienne. D'après le recensement national officiel de 2007, leur part ne dépasserait pas 33,9 %. La plupart des musulmans éthiopiens sont sunnites et la majorité appartiennent à des ordres soufis.
L'islam est arrivé en Éthiopie en 650. Des religieux musulmans affirment qu'Addis-Abeba, la capitale du pays, abrite environ un million de musulmans. L'islam est surtout présent dans les régions Somali et Afar ainsi que dans certaines parties du sud de la région Oromia

## Judaïsme

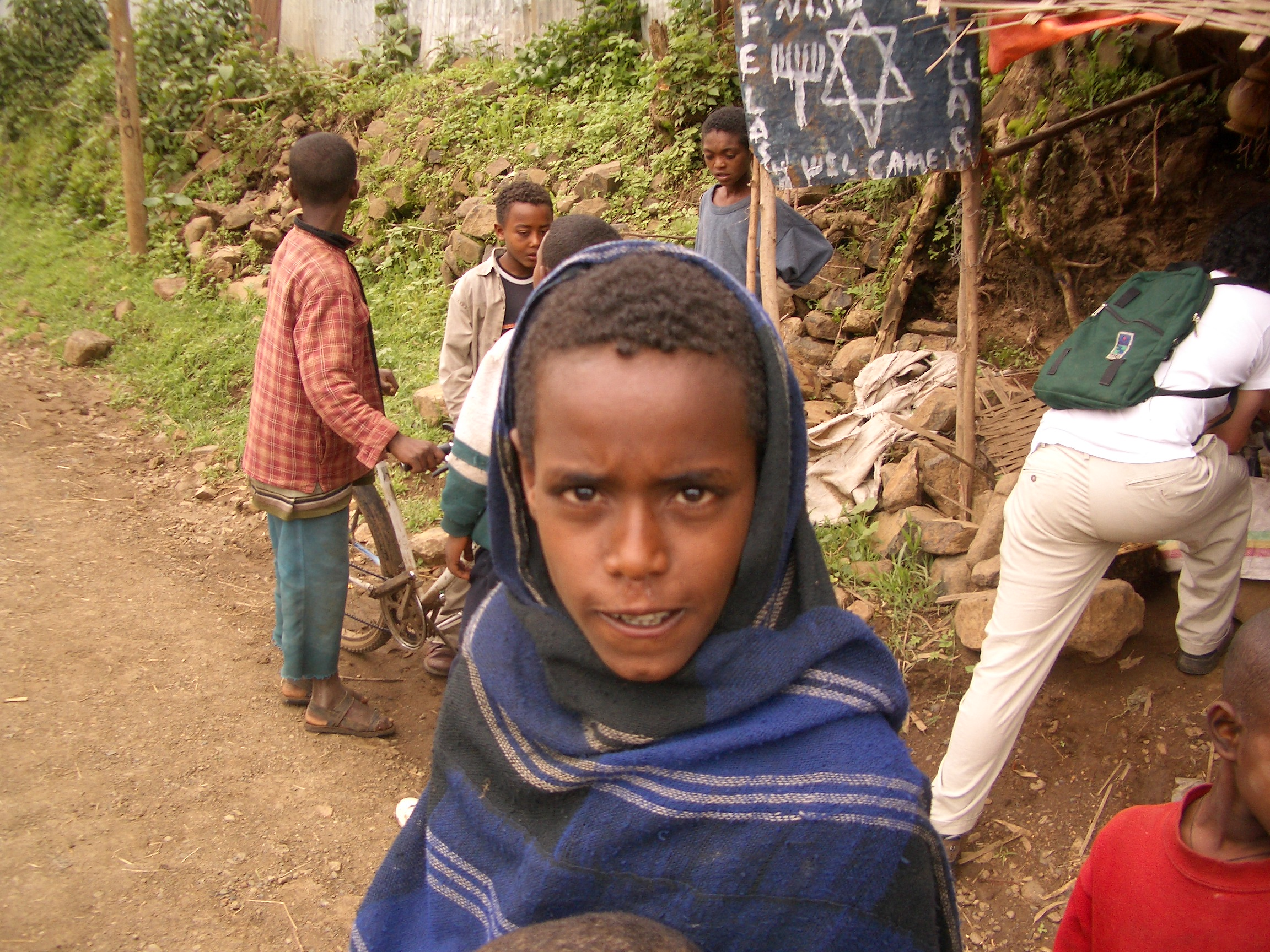
Enfant juif éthiopien attendant de faire l'aliyah.

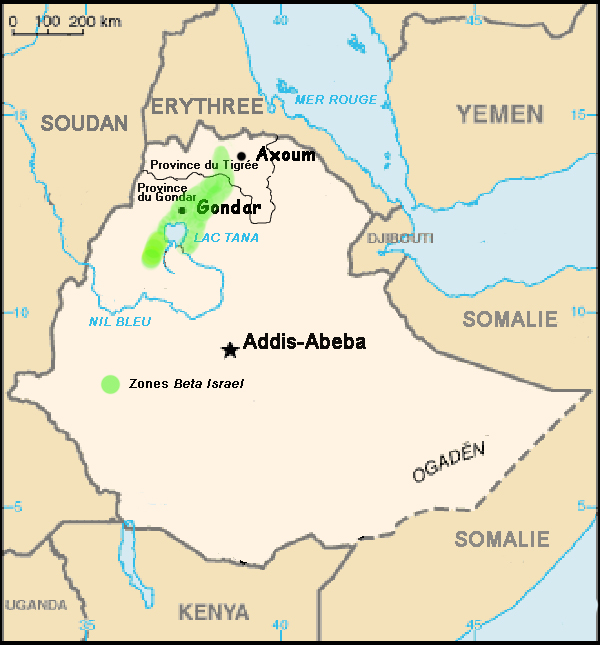
Zones où les Beta Israel vivaient avant leur émigration vers Israël.

Les Juifs éthiopiens (Beta Israel, voire Falashas) ont presque totalement immigré en Israël où ils sont devenus les Juifs éthiopiens. Il existe deux hypothèses principales sur leur origine. Ils seraient des descendants soit du noyau juif présent en Éthiopie avant la christianisation, soit de fondamentalistes chrétiens qui auraient rejeté une partie de la Bible. Cette dernière hypothèse remporte l'assentiment de la majorité des spécialistes.
Les premiers textes mentionnant clairement les Beta Israel datent du XIVe siècle. Ils deviennent connus en Occident au XIXe siècle et leur « judéité » est reconnue par le gouvernement israélien en 1975. Les opérations Moïse et Salomon ont transporté, en 1984 et 1991, la grande majorité des juifs éthiopiens en Israël où ils sont aujourd'hui environ 105 000. Une petite communauté existe encore en Éthiopie, principalement composée de Falash Mura, c'est-à-dire de Beta Israel convertis au christianisme et qui, de ce fait, ne sont pas reconnus par Israël même s'ils sont revenus au judaïsme.

## Animisme
Environ 2,6 % des Éthiopiens ont des croyances animistes en 2007.

## Religion et politique
La constitution éthiopienne garantit la liberté religieuse, bien que dans certaines localités elle ne soit pas toujours respectée. Il n'y a pas de religion d'État et il est interdit de créer un parti politique fondé sur la religion. Les groupes religieux doivent être déclarés et enregistrés auprès des autorités gouvernementales.
Il existe des tensions entre l'Église orthodoxe éthiopienne et les protestants, ainsi qu'avec les musulmans.

## Chiffres et évolution
Évolution des religions en pourcentage de 1994 à 2007
| Année     | Chrétiens | Orthodoxes | Protestants | Catholiques | Musulmans | Religions traditionnelles | Autres |
| --------- | --------- | ---------- | ----------- | ----------- | --------- | ------------------------- | ------ |
| 1994      | 61,6%     | 50,6 %     | 10,1 %      | 0,9 %       | 32,8%     | 4,6%                      | 1,0%   |
| 2007      | 62,8%     | 43,5 %     | 18,6 %      | 0,7 %       | 33,9%     | 2,6%                      | 0,7%   |
| Évolution | 1,2%      | -7,1%      | 8,5%        | -0,2%       | 1,1%      | -2,0%                     | -0,3%  |

Évolution des religions en nombre de 1994 à 2007
| Année     | Chrétiens  | Orthodoxes | Protestants | Catholiques | Musulmans  | Religions traditionnelles | Autres  |
| --------- | ---------- | ---------- | ----------- | ----------- | ---------- | ------------------------- | ------- |
| 1994      | 32,689,482 | 26,844,932 | 5,366,360   | 478,190     | 17,406,087 | 2,444,085                 | 531,323 |
| 2007      | 46,420,822 | 32,154,550 | 13,748,842  | 517,430     | 25,058,373 | 1,921,881                 | 517,430 |
| Évolution | 13,731,340 | 5,309,618  | 8,382,482   | 39,240      | 7,652,286  | -522,204                  | -13,893 |

Évolution des religions en Éthiopie par regions de 1994 à 2007
|                   | 1994      | 2007      | 1994       | 2007       | 1994        | 2007        | 1994        | 2007        | 1994      | 2007      | 1994                      | 2007                      | 1994   | 2007   |
| Régions           | Chrétiens | Chrétiens | Orthodoxes | Orthodoxes | Protestants | Protestants | Catholiques | Catholiques | Musulmans | Musulmans | Religions traditionnelles | Religions traditionnelles | Autres | Autres |
| ----------------- | --------- | --------- | ---------- | ---------- | ----------- | ----------- | ----------- | ----------- | --------- | --------- | ------------------------- | ------------------------- | ------ | ------ |
| Addis-Abeba       | 86,65%    | 83,0%     | 82,0%      | 74.7%      | 3,87%       | 7,77%       | 0.78%       | 0,48%       | 12,7 %    | 16,2%     |                           |                           |        | 0,8 %  |
| Afar              | 4,4 %     | 4,7%      | 3,9%       | 3,9%       | 0,4%        | 0,7%        | 0,1%        | 0,1%        | 95,6%     | 95,3%     |                           |                           |        |        |
| Amhara            | 81,6%     | 82,7%     | 81,5%      | 82,5%      | 0,1%        | 0,2%        |             |             | 18,1 %    | 17,2%     |                           |                           |        | 0,1 %  |
| Benishangul-Gumuz | 40,6 %    | 46,5%     | 34,8%      | 33%        | 5,8%        | 13,5%       |             |             | 44,1%     | 45,4%     | 13,1 %                    | 7,1%                      |        |        |
| Dire Dawa         | 36,7 %    | 28,8%     | 34,5%      | 25,71%     | 1,5%        | 2,81%       | 0,7%        | 0,4%        | 63,2%     | 70,9%     |                           |                           | 0,1 %  | 0,3%   |
| Gambela           | 71,35%    | 90,2%     | 24,13%     | 16,8%      | 44,01%      | 70,0%       | 3,21%       | 3,4%        | 5,15 %    | 4,9%      | 10,28 %                   | 3,8%                      |        | 1,1 %  |
| Harar             | 39,49 %   | 30,8%     | 38,09%     | 27,1%      | 0,94%       | 3,4%        | 0,46%       | 0,3%        | 60,28%    | 69,0%     |                           |                           |        | 0,2 %  |
| Oromia            | 49,9%     | 48.2%     | 41,3%      | 30,5%      | 8,6%        | 17,7%       |             |             | 44,3 %    | 47,5%     | 4,2 %                     | 3,3%                      |        | 1,1 %  |
| Somali (Région)   | 0,9 %     | 0,6%      | 0,9%       | 0,6%       |             |             |             |             | 98,7%     | 98,4%     |                           |                           | 0,3 %  | 1%     |
| SNNPS             | 65,4%     | 77,8%     | 27,6%      | 19,9%      | 34,8%       | 55,5%       | 3,0%        | 2,4%        | 16,7 %    | 14,1%     | 15,4 %                    | 6,6%                      |        | 1,5 %  |
| Tigré             | 95,9%     | 96,1%     | 95,5%      | 95,6%      |             | 0,1%        | 0,4%        | 0,4%        | 4,1 %     | 4%        |                           |                           |        |        |

On observe une montée incontestable du protestantisme qui est en augmentation dans toutes les régions éthiopiennes sans exception.

## Estimations 2020
- Christianisme en Éthiopie (60-65 %)
  - Église orthodoxe éthiopienne (43 %), Église Sainte-Marie-de-Sion, Mesqel
  - Protestantisme en Éthiopie (en) (18 %), P'ent'ay (Pente, pentecôtisme)
  - Église catholique éthiopienne (0,7 %), Église catholique en Éthiopie (en)
- Islam en Éthiopie (33,9 %)
- Spiritualités minoritaires
  - Juifs éthiopiens (Falashas, Beta Israël)
  - Foi Baha'ie en Éthiopie (en)
  - Hindouisme en Éthiopie
  - Religions traditionnelles africaines (3-5 %)
    - Waaq (en)
    - Buda (folklore) (en)
    - Zār

  - Mouvement rastafari